# Symphony Hall w Birmingham
Symphony Hall znajduje się w Birmingham International Convention Centre. Została zaprojektowana przez Artec Consultants Inc z Nowego Jorku, a jej otwarcie nastąpiło w 1991. Posiada 2262 miejsc siedzących na czterech piętrach. Od 2001 dysponuje 6000 piszczałkowymi organami.
W Symphony Hall oferowany jest urozmaicony program - muzyka poważna, jazz, folk, rock, pop oraz występy kabaretowe. Season Concert International promuje orkiestry oraz muzyków z całego świata, jak również rodzimą City of Birmingham Symphony Orchestra.  Symphony  Hall jest odwiedzana przez około 370 tysięcy osób w ciągu 320 wydarzeń w roku. 
Orientacyjne ceny biletów od 8 do 50 GBP.